# Flesberg
Flesberg es un municipio situado en la provincia de Buskerud, Noruega. Tiene una población estimada, a inicios de 2024, de 2781 habitantes.
Su centro administrativo es la localidad de Lampeland.
El escudo municipal de Flesberg simboliza la silvicultura y está diseñado en verde con dos forcípulas plateadas. Fue adoptado en 1989.